# Temporada 2000-01 de los Orlando Magic
La temporada 2000-2001 fue la duodécima de los Orlando Magic en la NBA. La temporada regular acabó con 43 victorias y 39 derrotas, ocupando el séptimo puesto de la conferencia Este, clasificándose para los playoffs, en los que cayeron en primera ronda ante Milwaukee Bucks.

## Elecciones en elDraft
| Ronda | Puesto | Jugador            | Posición | Nacionalidad   | Universidad  |
| ----- | ------ | ------------------ | -------- | -------------- | ------------ |
| 1     | 5      | Mike Miller        | Alero    | Estados Unidos | Florida      |
| 1     | 10     | Keyon Dooling      | Base     | Estados Unidos | Missouri     |
| 1     | 13     | Courtney Alexander | Escolta  | Estados Unidos | Fresno State |

## Temporada regular
| División Atlántico   | División Atlántico | División Atlántico | División Atlántico | División Atlántico | División Atlántico | División Atlántico | División Atlántico | División Atlántico |
| Equipo               | G                  | P                  | %                  | PD                 | Casa               | Fuera              | Div                |                    |
| -------------------- | ------------------ | ------------------ | ------------------ | ------------------ | ------------------ | ------------------ | ------------------ | ------------------ |
| y-Philadelphia 76ers | 56                 | 26                 | .683               | –                  | 29–12              | 27–14              | 18–6               |                    |
| x-Miami Heat         | 50                 | 32                 | .610               | 6                  | 29–12              | 21–20              | 15–10              |                    |
| x-New York Knicks    | 48                 | 34                 | .585               | 8                  | 30–11              | 18–23              | 16–9               |                    |
| x-Orlando Magic      | 43                 | 39                 | .524               | 13                 | 26–15              | 17–24              | 14–10              |                    |
| e-Boston Celtics     | 36                 | 46                 | .439               | 20                 | 20–21              | 16–25              | 11–13              |                    |
| e-New Jersey Nets    | 26                 | 56                 | .317               | 30                 | 18–23              | 8–33               | 8–16               |                    |
| e-Washington Wizards | 19                 | 63                 | .232               | 37                 | 12–29              | 7–34               | 3–21               |                    |

## Playoffs

### Primera ronda
Milwaukee Bucks vs. Orlando Magic
| Fecha       | Partido                                | Ciudad    |
| ----------- | -------------------------------------- | --------- |
| 22 de abril | Milwaukee Bucks 103, Orlando Magic 90  | Milwaukee |
| 25 de abril | Milwaukee Bucks 103, Orlando Magic 96  | Milwaukee |
| 28 de abril | Orlando Magic 121, Milwaukee Bucks 116 | Orlando   |
| 1 de mayo   | Orlando Magic 104, Milwaukee Bucks 112 | Orlando   |
|             | Milwaukee Bucks gana las series 3-1    |           |

## Estadísticas

### Temporada regular
| Jugador           | POS | PJ | PT | MPP   | REB | AST | ROB | TAP | PTS   | MPP  | RPP | APP | ROB | TPP | PPP  |
| ----------------- | --- | -- | -- | ----- | --- | --- | --- | --- | ----- | ---- | --- | --- | --- | --- | ---- |
| Mike Miller       | SF  | 82 | 62 | 2,390 | 327 | 140 | 51  | 19  | 975   | 29.1 | 4.0 | 1.7 | .6  | .2  | 11.9 |
| John Amaechi      | C   | 82 | 36 | 1,710 | 268 | 74  | 28  | 29  | 650   | 20.9 | 3.3 | .9  | .3  | .4  | 7.9  |
| Monty Williams    | SF  | 82 | 0  | 1,211 | 243 | 79  | 29  | 16  | 410   | 14.8 | 3.0 | 1.0 | .4  | .2  | 5.0  |
| Bo Outlaw         | PF  | 80 | 69 | 2,534 | 619 | 225 | 105 | 137 | 582   | 31.7 | 7.7 | 2.8 | 1.3 | 1.7 | 7.3  |
| Tracy McGrady     | SG  | 77 | 77 | 3,087 | 580 | 352 | 116 | 118 | 2,065 | 40.1 | 7.5 | 4.6 | 1.5 | 1.5 | 26.8 |
| Michael Doleac    | C   | 77 | 21 | 1,398 | 273 | 65  | 37  | 41  | 490   | 18.2 | 3.5 | .8  | .5  | .5  | 6.4  |
| Pat Garrity       | SF  | 76 | 1  | 1,579 | 210 | 51  | 40  | 15  | 628   | 20.8 | 2.8 | .7  | .5  | .2  | 8.3  |
| Darrell Armstrong | PG  | 75 | 75 | 2,767 | 343 | 524 | 135 | 13  | 1,189 | 36.9 | 4.6 | 7.0 | 1.8 | .2  | 15.9 |
| Troy Hudson       | PG  | 75 | 7  | 1,008 | 105 | 162 | 37  | 3   | 357   | 13.4 | 1.4 | 2.2 | .5  | .0  | 4.8  |
| Andrew DeClercq   | C   | 67 | 51 | 903   | 236 | 32  | 41  | 33  | 261   | 13.5 | 3.5 | .5  | .6  | .5  | 3.9  |
| Don Reid          | PF  | 65 | 7  | 764   | 242 | 21  | 23  | 54  | 210   | 11.8 | 3.7 | .3  | .4  | .8  | 3.2  |
| Cory Alexander    | PG  | 26 | 0  | 227   | 25  | 36  | 16  | 0   | 52    | 8.7  | 1.0 | 1.4 | .6  | .0  | 2.0  |
| Dee Brown         | PG  | 7  | 0  | 155   | 11  | 12  | 4   | 0   | 48    | 22.1 | 1.6 | 1.7 | .6  | .0  | 6.9  |
| James Robinson    | PG  | 6  | 0  | 50    | 8   | 0   | 4   | 1   | 10    | 8.3  | 1.3 | .0  | .7  | .2  | 1.7  |
| Elliot Perry†     | PG  | 6  | 0  | 39    | 4   | 5   | 3   | 0   | 10    | 6.5  | .7  | .8  | .5  | .0  | 1.7  |
| Grant Hill        | SF  | 4  | 4  | 133   | 25  | 25  | 5   | 2   | 55    | 33.3 | 6.3 | 6.3 | 1.3 | .5  | 13.8 |

- † Indica jugador que perteneció a más de una plantilla durante la temporada. Las estadísticas solo reflejan su paso por los Magic.

## Galardones y récords
| Jugador       | Galardón                                                             |
| Tracy McGrady | Jugador más mejorado de la NBA 2.º Mejor quinteto de la NBA All-Star |
| Mike Miller   | Rookie del Año de la NBA Mejor quinteto de rookies de la NBA         |
| Grant Hill    | All-Star                                                             |